# Michiko Tanaka
Michiko Tanaka (田中 路子, Tanaka Michiko), née le 15 juillet 1909 à Kanda, un quartier de l'arrondissement de Chiyoda à Tokyo, au Japon, et morte le 18 mai 1988 à Munich, est une chanteuse et une actrice japonaise.

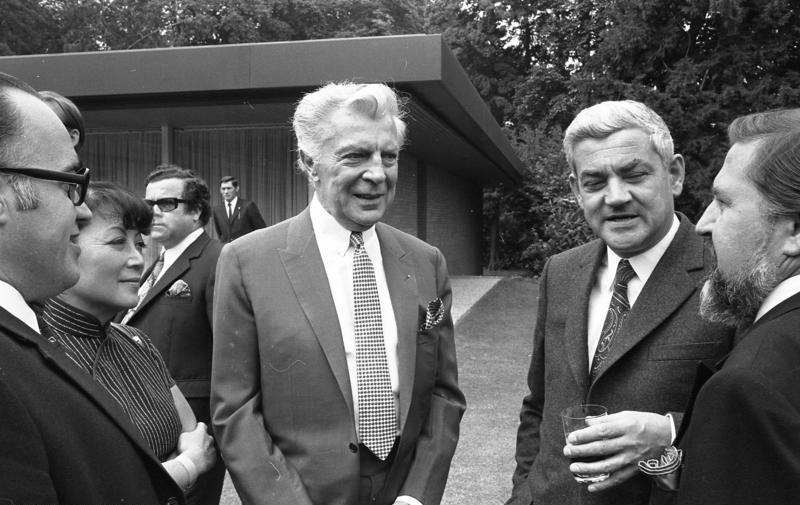
Michiko Tanaka, son mari Viktor de Kowa et Horst Ehmke.

Elle vécut et travailla principalement en Allemagne, où elle épousa Viktor de Kowa.

## Biographie
Elle fit partie du jury de la Berlinale 1958.

## Filmographie partielle
- 1937 : Yoshiwara de Max Ophüls
- 1938 : Tempête sur l'Asie de Richard Oswald
- 1961 : La Fin d'une douce nuit de Yoshishige Yoshida

## Sources de la traduction
- (de) Cet article est partiellement ou en totalité issu de l’article de Wikipédia en allemand intitulé « Michiko de Kowa-Tanaka » (voir la liste des auteurs).